# Voto único transferible
El voto único transferible (VUT, a veces abreviado como STV, por el inglés single transferable vote) es un sistema de voto por orden de preferencia basado en la representación proporcional. Bajo el VUT, el voto de un elector se le asigna inicialmente a su candidato favorito, y si el candidato hubiera sido ya elegido o eliminado, todos los votos sobrantes se transfieren según las siguientes preferencias seleccionadas por el votante. Cuando se usa VUT para elecciones con ganador único, es equivalente a la segunda vuelta instantánea.
El sistema minimiza el efecto del voto útil (dado que los votantes pierden el miedo de votar a un candidato que pueda no tener opciones), mantiene mejor que otros sistemas la proporción entre representantes y votantes (porque los votos no se pierden si van inicialmente a candidatos menos relevantes), y permite votos explícitos a candidatos individuales en vez de a una lista electoral cerrada (orientando las campañas electorales a los votantes, y dejando de ser un elemento crítico la elaboración interna de una lista). Esto rompe con las dinámicas de otros sistemas electorales más extendidos, como el voto aprobatorio o el escrutinio mayoritario uninominal, donde el voto útil es tan crítico que, como mecanismo de defensa, los grupos de votantes se ven obligados a pactar listas cerradas previas al día de la votación para evitar que se dispersen los votos a candidatos con más opciones.
El VUT tiene más tradición de uso en países relacionados con el Reino Unido (como Irlanda, Malta, o Australia entre otros), además de agrupaciones como Proportional Representation Society of Australia, Electoral Reform Society (Reino Unido), o partidos políticos como Equo (España). En 2011 el Reino Unido planteó un referéndum para utilizar una versión de este sistema de votación en la cámara baja de su Parlamento. El VUT implica un cambio en la dinámica de votación que lo hace menos intuitivo para algunas personas, y sus críticos sostienen que algunos especialistas y votantes encuentran difícil de entender el mecanismo de reparto de VUT, pero el tener que "señalar la lista de candidatos en orden de preferencia" en una papeleta VUT no dificulta el propio hecho de votar. La segunda vuelta electoral utilizada en muchos países puede ser visto como una versión de VUT, donde en la primera votación los votantes expresan el candidato que prefieren, y, si ningún candidato alcanza mayoría absoluta, se hace una segunda vuelta sólo con los dos candidatos más votados en la primera. Es por ello que cuando el VUT se utiliza para escoger un único ganador (como un cabeza de lista o un presidente), se llama segunda vuelta instantánea.

## Terminología
Cuando se usa VUT para unas elecciones con un único ganador, es equivalente a la votación preferencial o Segunda vuelta instantánea. Para diferenciarlas, VUT aplicada a una elección con múltiples ganadores se suele denominar representación proporcional a través de voto único transferible. VUT generalmente se refiere a la versión multiganador, tal y como lo hace en este artículo. En Australia se le conoce como el método proporcional Hare-Clark, mientras que en otros países como Estados Unidos puede ser conocido por otras denominaciones como voto con opciones o voto preferencial.
El hecho de que sea un sistema de voto extendido fundamentalmente en países de habla inglesa no ayuda a que exista una terminología equivalente asentada en español.

## Votación

En VUT, cada votante numera la lista de candidatos en orden de preferencia. Es decir (en el tipo de papeleta más habitual), se pone un '1' al lado del candidato preferido, un '2' junto al segundo candidato más preferido, y así sucesivamente. La papeleta depositada por el votante contiene por lo tanto una lista ordinal de candidatos. En la papeleta mostrada en la imagen de la derecha, las preferencias del votante son las siguientes:
1. John Citizen
2. Mary Hill
3. Jane Doe

## Escrutinio

### Establecimiento de la cuota
En una elección mediante VUT, un candidato necesita un mínimo número de votos (la cuota o umbral) para ser elegido. Existen diferentes cuotas, pero la más común es la cuota Droop, que se calcula mediante la fórmula:
{\displaystyle {\mbox{votos necesarios para ganar}}=\left({{\rm {\mbox{votos emitidos válidos}}} \over {\rm {\mbox{asientos a rellenar}}}+1}\right)+1}
 cuando la cuota es un número entero. Cuando la cuota no es un número entero, se trunca.
La cuota Droop es una generalización del requisito de una mayoría del 50% + 1 en una elección de un solo ganador. Por ejemplo, en una elección con 3 ganadores, como máximo 3 personas pueden tener el 25% + 1 de los votos, en unas de 9 ganadores lo máximo son 9 ganadores con más del 10% + 1 de los votos, etc.

### Determinación de los ganadores
En una elección mediante VUT se procede siguiendo los siguientes pasos:
1. Cualquier candidato que haya alcanzado o superado la cuota se declara elegido.
2. Si un candidato tiene más votos que la cuota, el exceso de votos del candidato se transfiere a otros candidatos. Los votos que habrían ido a ese ganador van en cambio a la siguiente preferencia listada en cada papeleta.
3. Si nadie nuevo alcanza la cuota, el candidato con el menor número de votos es eliminado y los votos de dicho candidato se transfieren.
4. Este procedimiento se repite hasta que se encuentre un ganador para cada asiento o haya tantos asientos como candidatos queden sin asignar.

Existen variaciones en la aplicación de estas reglas, como por ejemplo sobre cómo transferir los votos sobrantes de los candidatos ganadores y si es conveniente transferir votos a los candidatos ya elegidos. Cuando el número de votos a transferir de un candidato perdedor es demasiado pequeño para cambiar el orden del resto de los candidatos, puede ser eliminado más de un candidato simultáneamente.
Se dice que VUT minimiza el voto perdido puesto que los votos emitidos a los candidatos perdedores, así como el exceso de votos emitido a los candidatos ganadores son transferidos a los candidatos elegidos a continuación en la papeleta.

## Un ejemplo
Supongamos una elección sobre qué comida servir en una fiesta. Hay 5 candidatos, de los cuales hay que elegir 3. Los candidatos son: Naranjas, Peras, Chocolate, Fresas, y Dulces. Los 20 asistentes a la fiesta han rellenado sus papeletas de acuerdo con la tabla de abajo. En este ejemplo, nos basta con la segunda elección de algunos de los votantes, sin embargo con una distribución del voto diferente podrían necesitarse un mayor número de preferencias.
| Número de votos | x x x x  | x x      | x x x x   | x x x x   | x      | x      |
| --------------- | -------- | -------- | --------- | --------- | ------ | ------ |
| 1ª Preferencia  | Naranjas | Peras    | Chocolate | Chocolate | Fresas | Dulces |
| 2ª Preferencia  |          | Naranjas | Fresas    | Dulces    |        |        |

Primero se calcula la cuota. Si usamos la cuota Droop, con 20 votantes y 3 ganadores a elegir, el número de votos requeridos para ser elegido es de:
{\displaystyle \left({{\mbox{20 votos emitidos}} \over {{\mbox{3 asientos a cubrir}}+1}}\right)+1={\mbox{6 votos requeridos}}}
Cuando se cuentan las papeletas, la elección transcurre de la siguiente manera:
| Candidato: | Naranja     | Pera | Chocolate       | Fresa     | Dulces | |
| Ronda 1    | x x x x     | x x  | x x x x x x x x | x         | x      | Ronda 1: El Chocolate se declara elegido, puesto que el Chocolate tiene más votos que la cuota. |
| Ronda 2    | x x x x     | x x  | x x x x x x     | x x x x x | x x x  | Ronda 2: Los votos sobrantes del chocolate se transfieren a la Fresa y los Dulces en proporción a la segunda opción de las preferencias de los votantes de Chocolate. Sin embargo, incluso con la transferencia de estos votos extras, ningún candidato alcanza aun la cuota. Por lo tanto, la Pera, que tiene el menor número de votos, es eliminada. |
| Ronda 3    | x x x x x x |      | x x x x x x     | x x x x x | x x x  | Ronda 3: Los votos de la Pera se transfieren a sus segundas preferencias, Naranja, haciendo que la Naranja alcance la cuota y sea elegida. La Naranja alcanza la cuota de forma exacta, por lo que no hay votos extra que transferir. |
| Ronda 4    | x x x x x x |      | x x x x x x     | x x x x x | x x x  | Ronda 4: Ninguno del resto de los candidatos alcanza la cuota, pero la Fresa tiene más votos, así que los Dulces son eliminados, y la Fresa gana el asiento final. |

Resultado: Los ganadores son Chocolate, Naranja y Fresa.

## Variantes del método de recuento
Los sistemas VUT varían en ciertos aspectos. El principal de ellos es la forma de transferir los votos, así como el tamaño exacto de la cuota para determinar ganadores. De hecho, por este motivo, algunos han sugerido que VUT debería considerarse una familia de sistemas electorales más que un único sistema electoral. Hoy en día la cuota Droop es la cuota más usada, ya que asegura la regla de la mayoría (excepto en casos raros) a la vez que mantiene la condición que no permite alcanzar la cuota a más candidatos que asientos haya para rellenar. El VUT original usaba la cuota Hare, pero actualmente se la considera técnicamente inferior[cita requerida]. Nueva Zelanda usa una cuota similar a la cuota Droop.
Los métodos más simples de transferencia de votos extra bajo VUT conllevan cierto elemento de aleatoriedad; por ejemplo, en la República de Irlanda (excepto en las elecciones al Senado) y en Malta, entre otros lugares, se usa un sistema parcialmente aleatorio. Debido a ello se inventó el método Gregory (también conocido como Regla Newland-Britain o Regla Senatorial), la cual elimina la aleatoriedad permitiendo la transferencia de fracciones de votos. El método Gregory se usa en Irlanda del Norte, República de Irlanda (elecciones al Senado) y Australia. Tanto el método Gregory como los métodos anteriores tienen, sin embargo, el problema de no tratar a todos los votos por igual. Por esta razón, se inventaron nuevos métodos de transferencia de votos, como el método de Meek, el método de Warren y el sistema Wright. Por desgracia, mientras que los métodos más simples pueden ser contabilizados a mano, excepto en votaciones muy pequeñas, los métodos Meek y Warren requieren que el recuento sea hecho por un computador. El sistema Wright es un refinamiento del sistema del senado australiano en el que se reemplaza el proceso de distribución y segmentación de preferencias por un proceso de cuenta reiterativo en el cual la cuenta es puesta a cero y reiniciada cada vez que se excluye un candidato. El método Meek se usa actualmente en las elecciones locales de Nueva Zelanda.
Una versión modificada de VUT, conocida como sistema Hare-Clark es la que se usa en las elecciones a la cámara baja del parlamento de Australia, así como en dos de sus estados. El nombre proviene del científico político Thomas Hare, que lo desarrolló inicialmente y del fiscal general de Tasmania Andrew Inglis Clark, que trabajó para su adopción en su estado. Posteriormente el sistema Hare-Clark ha sido modificado, y se han introducido mejoras como las papeletas rotativas (Rotación Robson). Las cámaras altas del resto de estados australianos así como de la cámara alta del parlamento de Australia usan VUT normal.